# Hradištský buk
Hradištský buk byl památný strom v Hradišti jižně od Mochtína, jihovýchodně od Klatov v okrese Klatovy. Buk lesní (Fagus sylvatica L.) jehož stáří bylo odhadováno na 350 let, měl výšku 30 m, obvod kmene 485 cm (měření 1976). Na základě šetření z 21. září 2004 bylo zjištěno, že strom je po napadení dřevokaznými houbami zcela odumřelý, postupně se rozpadá a padající větve ohrožují okolí. Bylo konstatováno, že vzhledem k silnému poškození buku, odlomení větve a prosychající koruna, byl započat proces postupného odumírání a pokračující ochrana je bezpředmětná.  
Strom byl chráněn od 21. června 1985, ochrana byla zrušena 10. listopadu 2004.

## Památné stromy v okolí
- Lípa v Číhani
- Skupina velkolistých lip ve Sluhově
- Sluhovská lípa